# Podwysokie (rejon przemyślański)
Podwysokie – wieś na Ukrainie w rejonie lwowskim (d0 2020 roku w rejonie przemyślańskim) należącym do obwodu lwowskiego.

## Położenie
Na podstawie Słownika geograficznego Królestwa Polskiego i innych krajów słowiańskich: Podwysokie to grupa domów w Świerzu powiecie przemyślańskim.

## Zabytki
- zamek, wybudowany w XVII w.[2]